# 107 Водолея
107 Водолея (лат. 107 Aquarii), i² Водолея (лат. i² Aquarii), HD 223024 — двойная звезда в созвездии Водолея на расстоянии приблизительно 202 световых лет (около 62 парсеков) от Солнца. Видимая звёздная величина звезды — +5,305m.

## Характеристики
Первый компонент — жёлто-белая звезда спектрального класса F0/3V, или F2III, или A9IV. Масса — около 2,2 солнечных, радиус — около 2,43 солнечных, светимость — около 16,647 солнечных. Эффективная температура — около 7499 К.
Второй компонент — жёлто-белая звезда спектрального класса F2V. Радиус — около 1,47 солнечного, светимость — около 4,421 солнечных. Эффективная температура — около 6889 К. Удалён на 6,5 угловых секунд.